# 纽约化学银行
化学银行（英語：Chemical Bank）是美国私营商业银行之一，是纽约化学公司（Chemical New York Corp.，1968年成立）的主要企业。1959年由化学谷物交易银行（Chemical Corn Exchange Bank，1824年成立）与纽约信托公司（New York Trust Co.，1889年成立）合并而成纽约化学信托银行，1963年3月改称现名。总行设在纽约。 
1985年国内设有285家分行，海外有17家分行和22家代表处。1981年持股公司资产总额为449.82亿美元，在美国商业银行持股公司中占第7位；1993年资产额1382.63亿美元，在世界1000家大银行中名列第31位，其股东权益为37亿美元。 
化学银行经营业务对象有私人、工商企业以及慈善和教育团体，企业中以电子、通讯、食品、化学、制造、机车和农业公司为主。1991年与汉华实业银行（Manufacturer's Hanover Trust Company）合并，成为比过去规模扩大将近一倍的新的化学银行。 
1996年7月，刚收购汉华实业银行的化学银行成功兼并了美国大通银行。儘管登記的名字依然是化學銀行，但由於大通銀行更為人熟知，對外則以大通曼哈頓銀行命名。。随后，JP摩根集团与大通曼哈顿银行在2000年12月正式合并。合并后，公司更名为JP摩根大通。在2004年，其继而收购了芝加哥第一银行，使得美国大通银行成为美国最大的信用卡发行商。2008年3月24日，JP摩根大通成功收购了曾为2007年全美第五大投资银行的贝尔斯登。